# Tiya (Etiopía)
Tiya es una localidad del sur de Etiopía. Situada en la zona de Gurage del estado federado de las Naciones, Nacionalidades y Pueblos del Sur, al sur de Adís Abeba. Según las cifras de la Agencia Central de Estadística de Etiopía de 2005, Tiya tiene una población de 3.363 habitantes, 1.615 hombres y 1.748 mujeres.
Tiya es conocida por el sitio arqueológico de las estelas grabadas de Tiya, un gran complejo funerario protohistórico declarado Patrimonio de la Humanidad en 1980. El sitio contiene 36 monumentos, incluyendo 32 estelas talladas cubiertas de símbolos, la mayoría de los cuales son difíciles de descifrar. Son los restos de una antigua cultura de Etiopía, cuya edad aún no se ha determinado con precisión. Es uno de los más importantes sitios arqueológicos, de los cerca de 160 descubiertos hasta ahora en la región Soddo. 
Los monolitos tallados varían en tamaño desde 1 m hasta 5 mm, sus formas presentan composiciones figurativas, antropomorfas, semiesférica (o cónica) y monolitos simple. En la zona norte se encuentran estelas con representaciones de espadas, asociadas a símbolos enigmáticos y figuras humanas.
Las estelas de la región Soddo, con su extraña configuración, son altamente representativas de una expresión de la época megalítica de Etiopía. Otros lugares de interés próximos son Melka Awash y el lago de cráter Hare Shetan.